# اورسولا فرانکلین
 اورسولا فرانکلین (انگلیسی: Ursula Franklin؛ زاده ۱۶ سپتامبر ۱۹۲۱ – درگذشته ۲۲ ژوئیه ۲۰۱۶) یک دانشمند اهل کانادا بود.